# Kimura Masahiko (Judoka)

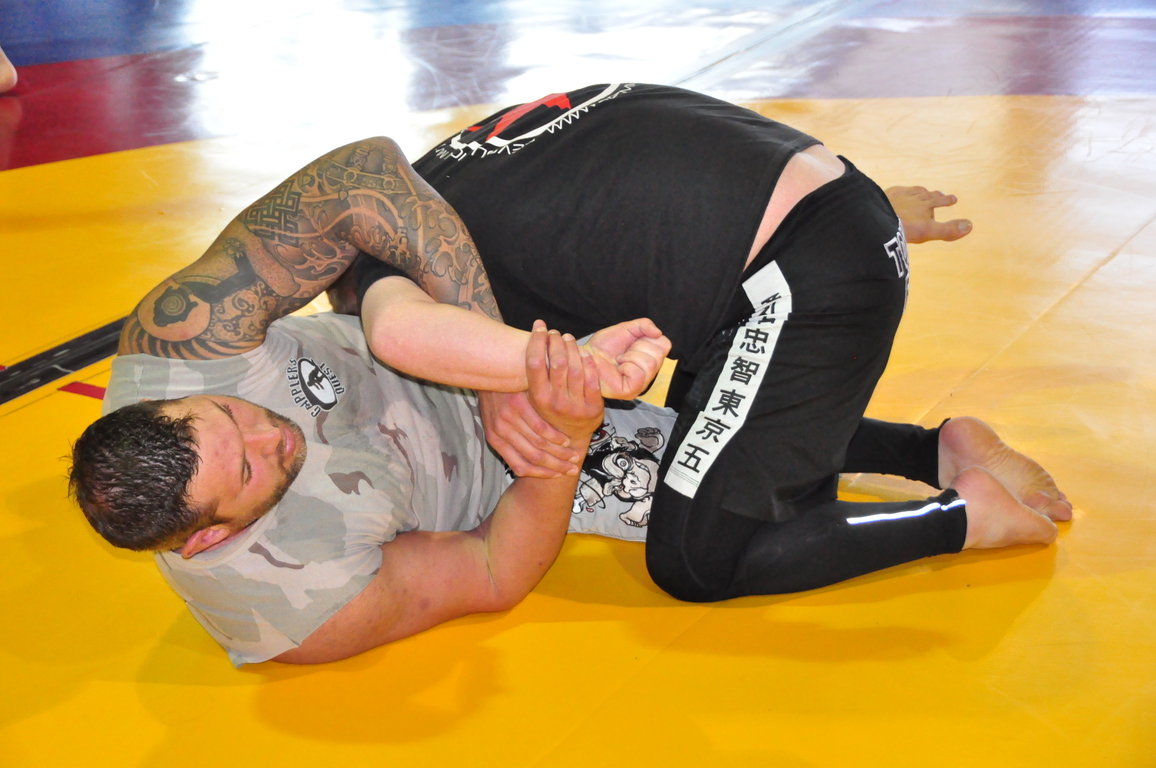
Neil Melanson zeigt in einem Seminar den Kimura Armlock (März 2012)

Kimura Masahiko (jap. 木村 政彦; * 10. September 1917 in der Präfektur Kumamoto; † 18. April 1993) war ein japanischer Judoka, der den 7. Dan im Alter von 29 Jahren erworben hat.

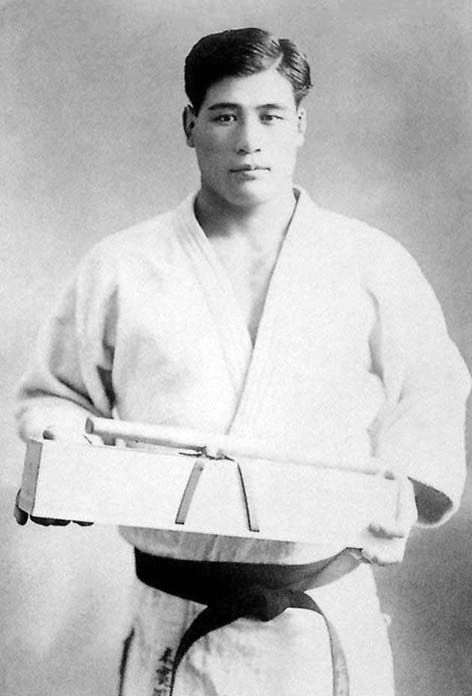
Kimura Masahiko mit einer Siegtrophäe in Form eines Tantō

Viele bezeichnen ihn als den größten Judoka, der jemals lebte. Er gewann die alljapanischen Meisterschaften dreimal in Folge (1937–1939) und blieb ab 1937 bis zu seinem Rücktritt 1950 ungeschlagen.
Bekanntheit in Kampfsportkreisen erlangte er außerdem durch seinen Sieg über den Mitbegründer des Brazilian Jiu Jitsu, Hélio Gracie, im Jahre 1951. Der von ihm in diesem Kampf verwendete Armhebel, mit dem er Helio besiegen konnte, wird seitdem in weiten Kreisen des Brazilian Jiu Jitsu sowie im Bereich der Mixed Martial Arts als Kimura Lock oder nur als Kimura bezeichnet.